# Margaret Smilov
Margaret Smilov, auch Margaret Smilow, ist eine Film- und Fernsehproduzentin im Bereich des Dokumentarfilms, hier insbesondere mit Fokus auf Musik.
Smilov gründete 1979 die Produktionsfirma Alternate Current. Schwerpunkt ihrer Arbeit sind Musik und Kultur, hervorzuheben ist ihre Reihe Music for the Movies. Ihr Schaffen seit Ende der 1970er Jahre umfasst annähernd zwei Dutzend Produktionen, sie arbeitet dabei für den Public Broadcasting Service. Bei der Oscarverleihung 1993 war sie für den Film Musik: Bernard Herrmann (Music for the Movies: Bernard Herrmann) für den Oscar in der Kategorie Bester Dokumentarfilm nominiert. 1999 wurde sie mit einem Emmy ausgezeichnet. Für Patti Smith: Dream of Life, eine zehnjährige Langzeitdokumentation über Patti Smith, uraufgeführt bei den Internationalen Filmfestspielen Berlin 2008, erhielt sie gemeinsam mit Steven Sebring 2010 eine Emmy-Nominierung.

## Filmografie (Auswahl)
- 1992: Musik: Bernard Herrmann  (Music for the Movies: Bernard Herrmann)
- 1994: Music for the Movies: Toru Takemitsu
- 1996: Singin’ in the Rain – Die schönsten Hollywood-Musicals
- 2008: Patti Smith: Dream of Life
- 2009: Noten und Neuronen – Der Schlüssel zum Musikgefühl (The Music Instinct)
- 2009: Harlem in Montmartre: Eine Geschichte des Jazz in Paris (Harlem in Montmartre)